# Rallus
A Rallus a madarak (Aves) osztályának a darualakúak (Gruiformes) rendjébe, ezen belül a guvatfélék (Rallidae) családjába tartozó nem.

## Rendszerezésük
A nemet Carl von Linné svéd természettudós írta  le 1758-ban, az alábbi fajok tartoznak ide:
- kaffer guvat (Rallus caerulescens)
- guvat (Rallus aquaticus)
- kelet-ázsiai guvat (Rallus indicus[1] vagy Rallus aquaticus indicus)[2]
- virginiai guvat (Rallus limicola)
- bogotá guvat (Rallus semiplumbeus)
- Magellán-guvat (Rallus antarcticus)
- Wetmore-guvat (Rallus wetmorei)
- Ridgway-guvat (Rallus obsoletus[1] vagy Rallus longirostris obsoletus)[2]
- azték guvat (Rallus tenuirostris[1] vagy Rallus elegans tenuirostris)[2]
- mangroveguvat (Rallus longirostris)
- királyguvat (Rallus elegans)
- kelepelő guvat (Rallus crepitans)
- madagaszkári guvat (Rallus madagascariensis[2] vagy Biensis madagascariensis)[1]
- ecuadori guvat (Rallus aequatorialis, korábban Rallus limicola aequatorialis)